# Impatto zero
Per impatto zero si intende un'azione o un'impresa che non altera il bilancio naturale di anidride carbonica (CO2), metano o altri gas inquinanti del sistema-ambiente.
Si indica anche lo stile di vita atto a ridurre significativamente le emissioni di gas inquinanti e ad effetto serra in vari modi: 
- comperando crediti di carbonio
- acquistando macchine poco inquinanti ed efficienti ed elettrodomestici a basso consumo
- piantando alberi
- producendo il meno impattante possibile, ma continuando lo stesso a mantenere alto il loro tenore di vita.[1]

Considerando che l'impatto umano sul clima, ed in generale sull'ambiente, non sarà mai pari a zero, resta un concetto ancora oggi generico.

## Approcci
Esistono 2 scuole di pensiero principali.
Una afferma che solo le istituzioni possono contribuire in maniera significativa a rallentare l'effetto serra, costruendo per esempio centrali solari fotovoltaiche e producendo energia elettrica con metodi poco inquinanti.
L'altra linea di pensiero invita ad uno sforzo comune, per esempio installando pannelli fotovoltaici e microgeneratori nelle abitazioni o utilizzando meno le automobili, affermando che ognuno, nel suo piccolo, può contribuire per diminuire al massimo l'impatto ambientale.
Molte sono le persone che credono nella prima scuola di pensiero e continuano a condurre la loro solita vita, altre però sono le persone che credono nella seconda scuola di pensiero e che si mobilitano per rimediare all'errore di credere di poter sfruttare tutte le risorse della Terra senza che vi sia un feedback negativo sull'ambiente e su noi stessi.

## Ridurre l'impatto o acquistare serbatoi di carbonio?
Di fronte alla difficoltà tecnologiche e ai costi di una drastica riduzione delle emissioni, alcuni sostengono l'ipotesi di acquistare crediti dai serbatoi di carbonio (boschi e piantagioni) nei paesi del Sud del mondo. Questa ipotesi è contrastata dalle associazioni ambientaliste, che vi vedono una "scorciatoia" che permette ai paesi più sviluppati di continuare a emettere CO2, limitandosi ad acquistare crediti di carbonio sul mercato delle emissioni. Inoltre molti dei progetti relativi ai serbatoi di carbonio sono indicati come controproducenti, per esempio, quando legati alla creazione di piantagioni. Per ragioni similari, diverse associazioni ambientaliste e rappresentanze indigene, hanno criticato la proposta di acquisto di crediti di carbonio a fronte di un impegno a conservare le foreste, che porterebbe alla vendita di foreste, sottraendole ai popoli indigeni e provocando in definitiva effetti opposti a quelli sperati. Secondo tale approccio, ognuno dovrebbe considerarsi responsabile delle proprie emissioni e impegnarsi a ridurle, invece di acquistare crediti di carbonio.